# Hugo Blümner
Hugo Johann Friedrich Daniel Wilhelm Ferdinand Blümner (født 9. august 1844 i Berlin, død 1. januar 1919 i Zürich) var en tysk arkæolog og filolog. 
Blümner blev, efter uddannelse i Breslau, Berlin og Bonn, 1875 professor i Königsberg, 1877 i klassisk filologi i Zürich. Blümner udgav Technologie und Terminologie der Gewerbe und Künste bei den Griechen und Römern (4 bind 1874—87), Das Kunstgewerbe im Altertum (2 bind, 1884—85), Leben und Sitten der Griechen (3 bind 1887) og sammen med Hermann Hitzig Pausanias (3 bind, 1896—1910). En ny udgave af Karl Friedrich Hermanns Lehrbuch der griechischen Privataltertümer udarbejdedes fra 1882. Fremdeles udsendte Blümner oversættelser, blandt andet af romerske satirer og Apulejus' Amor og Psyche, samt udgav Lessings Laokoon med oplysninger.